# Oberwälder Land
L'Oberwälder Land è una zona naturale tedesca situata a cavallo di Renania Settentrionale-Vestfalia, Assia e Bassa Sassonia. Comprende i gruppi montuosi di Muschelkalk-Bergland situati tra l'Eggebirge a ovest, le Alture di Lippe a nord, l'Holzmindener Wesertal a est, il Westhessischer Senke a sud-est e il Warburger Börde a sud. L'area fa parte del Weserbergland superiore e quindi dell'altopiano tedesco, sebbene sia confinante anche con il Bassopiano tedesco.La regione viene anche definita Brakeler Muschelkalkschwelle, prendendo il nome dalla vicina città di Brakel.

## Geografia

### Posizione
L'Oberwälder Land si trova a ovest del ramo superiore del Weser e a est dell'Eggegebirge.

### Montagne
- Heuberg (392 m)[1], tra Hofgeismar e Lamerden
- Deiselberg (389,5 m)[1], tra Deisel e Manrode
- Krekeler Berg (367,6 m), tra Höxter e Bosseborn
- Höltkenkamm (365,1 m), presso Haarbrück
- Dicker Berg (355,6), tra Bökendorf, Bossenborn e Ovenhausen
- Scheelenberg (345,7 m)[1], presso Bosseborn
- Westberg (340 m)[1], tra Hofgeismar e Lamerden
- Holsterberg (332,6 m), presso Nieheim e Holzhausen
- Wüllenberg (317,6 m)[1], presso Bökendorf
- Kapenberg (315,1 m), tra Bremerberg e Ovenhausen
- Bramberg (306,3 m), tra Lütmarsen e Ovenhausen
- Wildberg (304,8 m), tra Amelunxen, Blankenau e Wehrden
- Rosenberg (299,7 m)[1], presso Niedermeiser
- Räuschenberg (297,4 m)[1], presso Höxter
- Wingelstein (290, 2 m)[1], presso Bruchhausen
- Eggeberg (circa 289 m), presso Drenke
- Bielenberg (230,2 m), tra Höxter e Lütmarsen

## Clima
Il clima è continentale, ma le singole zone climatiche mutano in modo significativo a seconda dell'altitudine. Le precipitazioni medie annue vanno da 750 a 900 mm. La copertura forestale predominante sono i faggi rossi in diverse varietà.